# Distrikt Cabana (San Román)
Der Distrikt Cabana liegt in der Provinz San Román in der Region Puno im Süden Perus. Der Distrikt besitzt eine Fläche von 193 km². Beim Zensus 2017 wurden 5215 Einwohner gezählt. Im Jahr 1993 lag die Einwohnerzahl bei 4761, im Jahr 2007 bei 4392. Sitz der Distriktverwaltung ist die 3901 m hoch gelegene Ortschaft Cabana mit 1007 Einwohnern (Stand 2017). Cabana befindet sich 26 km südwestlich der Provinzhauptstadt Juliaca.

## Geographische Lage
Der Distrikt Cabana liegt zentral in der Provinz San Román. Die Längsausdehnung in SW-NO-Richtung beträgt 27 km, die maximale Breite liegt bei 10,5 km. Der Río Coata fließt entlang der nordwestlichen Distriktgrenze nach Nordosten. Entlang der südöstlichen Distriktgrenze fließt abschnittsweise der Río Ilpa, ebenfalls in nordöstliche Richtung.
Der Distrikt Cabana grenzt im Westen an den Distrikt Cabanillas, im Nordwesten an den Distrikt Cabanilla (Provinz Lampa), im Norden an den Distrikt Juliaca, im Osten an die Distrikte Caracoto und Atuncolla, im Südosten an den Distrikt Vilque sowie im Südwesten an den Distrikt Mañazo (die drei zuletzt genannten Distrikte gehören zur Provinz Puno).